# Liste der Kulturgüter in Gonten
Die Liste der Kulturgüter in Gonten enthält alle Objekte im Bezirk (entspricht der politischen Gemeinde in der übrigen Schweiz) Gonten im Kanton Appenzell Innerrhoden, die gemäss der Haager Konvention zum Schutz von Kulturgut bei bewaffneten Konflikten, dem Bundesgesetz vom 20. Juni 2014 über den Schutz der Kulturgüter bei bewaffneten Konflikten sowie der Verordnung vom 29. Oktober 2014 über den Schutz der Kulturgüter bei bewaffneten Konflikten unter Schutz stehen.
Objekte der Kategorien A und B sind vollständig in der Liste enthalten, Objekte der Kategorie C fehlen zurzeit (Stand: 13. Oktober 2021).

## Kulturgüter
| Foto | | Objekt                                                                            | Kat. | Typ | Standort                                     | Beschreibung                                                                                    |
| ---- | --- | --------------------------------------------------------------------------------- | ---- | --- | -------------------------------------------- | ----------------------------------------------------------------------------------------------- |
| ja   | Datei hochladen · Wikidata zu Bürgerhaus Roothuus (Q19362422)                                                  | Bürgerhaus Roothuus KGS-Nr.: 363                                                  | A    | G   | Dorfstrasse 36 744254 / 243752               |                                                                                                 |
| ja   | Datei hochladen · Wikidata zu Gasthaus Krone (Q29582017)                                                       | Gasthaus Krone KGS-Nr.: 359                                                       | B    | G   | Dorfstrasse 52 744148 / 243641               |                                                                                                 |
| ja   | Datei hochladen · Wikidata zu Frauenkloster Leiden Christi sowie Nutz- und Ziergärten des Klosters (Q13142740) | Frauenkloster Leiden Christi sowie Nutz- und Ziergärten des Klosters KGS-Nr.: 360 | B    | G   | Jakobsbad, Klosterstrasse 1 742635 / 242764  |                                                                                                 |
| ja   | Datei hochladen · Wikidata zu Katholische Kirche St. Verena (Q29650351)                                        | Katholische Kirche St. Verena KGS-Nr.: 361                                        | B    | G   | Dorfstrasse 744240 / 243650                  |                                                                                                 |
| ja   | Datei hochladen · Wikidata zu Haus Mülpis, Karl Brülisauer (Q29650350)                                         | Haus Mülpis, Karl Brülisauer KGS-Nr.: 362                                         | B    | G   | Lankstrasse 6 747942 / 245654                |                                                                                                 |
| ja   | Datei hochladen · Wikidata zu Zentrum für Appenzellische Volksmusik (Q27481325)                                | Zentrum für Appenzellische Volksmusik KGS-Nr.: 11938                              | B    | S   | Dorfstrasse 36 744254 / 243752               |                                                                                                 |
| ja   | Datei hochladen · Wikidata zu Steinbrücke über den Kaubach, Kesselismühle (Q29650353)                          | Steinbrücke über den Kaubach KGS-Nr.: 11996                                       | B    | G   | Kesselismühle, Gontenstrasse 747139 / 244505 | Objekt liegt hälftig auf Gemeindegebiet von Gonten (KGS-Nr. 11996) und Appenzell (KGS-Nr. 344). |
| ja   | Datei hochladen · Wikidata zu Gedeckte Holzbrücke über die Sitter (Q29650349)                                  | Gedeckte Holzbrücke über die Sitter KGS-Nr.: 11997                                | B    | G   | Lank 747890 / 245850                         | Objekt liegt hälftig auf Gemeindegebiet von Gonten (KGS-Nr. 11997) und Appenzell (KGS-Nr. 346). |
| BW   | Datei hochladen                                                                                                | Grossheimat KGS-Nr.: 16465                                                        | B    | G   | Eggstrasse 4 745085 / 244259                 |                                                                                                 |
| ja   | Datei hochladen                                                                                                | Kapelle St. Loretto KGS-Nr.: 16467                                                | B    | G   | Dorfstrasse 62 743954 / 243398               |                                                                                                 |